# Чжан Чжидун
Чжан Чжиду́н (кит. трад. 張之洞, упр. 张之洞, пиньинь 	Zhāng Zhīdòng, 4 сентября 1837 — 5 октября 1909) — китайский чиновник, живший в конце существования империи Цин. Наряду с Цзэн Гофанем, Ли Хунчжаном и Цзо Цзунтаном, Чжан Чжидун был одним из четырех самых известных чиновников эпохи конца империи Цин. Известный как сторонник контролируемой реформы, он был губернатором провинции Шаньси и наместником Хугуана, Лянгуана и Лянцзяна, а также членом Военного Совета империи Цин. Он взял на себя ведущую роль в отмене имперской экзаменационной системы в 1905 году. Хунвейбины разрушили его гробницу в 1966 году во время культурной революции. Его останки были вновь обнаружены в 2007 году и перезахоронены с почестями.